# بونة ريزك تشنار (تشنار)
بونة ريزك تشنار (بالفارسية: بونه ریزک چنار) هي قرية تقع في إيران في قسم تشنار الريفي. يقدر عدد سكانها بـ 38 نسمة بحسب إحصاء 2016.